# 日本ポーランド青少年協会
一般社団法人日本ポーランド青少年協会（にほんポーランドせいしょうねんきょうかい、英語: Japan-Poland Youth Association、ポーランド語: Polsko-Japońskie Stowarzyszenie Młodzieży) は、日本ポーランド学生会議を母体とし2018年12月に設立された団体。次世代の日本とポーランドの両国関係を担う人材を育成することを主な目的とする。

## 概要
2017年10月、日本ポーランド学生会議2018実行委員会（任意団体）として発足する。2018年12月に一般社団法人格を取得した。
日本ポーランド学生会議の開催運営を支援する。その他各種交流活動や企業の支援もおこなっている。
現在は日本とポーランドに拠点を構え、教育機関での講演、日本とポーランドに関連するイベントの企画等を行う。